# 性猝死
性猝死，或作房事猝死。中文俗名馬上風、腹上死或胯下风，為出血性中風的一種。指在性交时，因为行为太过激烈，导致昏厥甚至突然死亡。

## 死因
並不因為性交本身。就與其他猝死一樣，都是因為性興奮的影響之下，引發死者本來就有的舊病或者文明病等致死。例如：
- 过於激动兴奋而造成的心脏超过负荷或是脑溢血。
- 心臟有病的人因心跳加速過度之類，引致心律異常而停止心跳。

## 廣義的性猝死
性交是非常消耗體力的運動，患有心臟病的人會想辦法避免過度消耗體力。但有案例報告指出，當使用到威而鋼而心臟病發，再為舒緩病徵而服用舒張血管的硝酸鹽藥劑的時候，會因為威而鋼與硝酸鹽的相互作用而令血壓急速下降，因而死亡。
儘管死亡的主因與性行為本身無關（如上所述），一般情況下往往亦被當為性猝死。此外，若是在性交過程中因外部意外（例如交通事故、觸電等）而死者，亦被視為廣義的性猝死。

## 其他
實際上真的死於性行為過程中的情況很少，反而多數是行為完畢後死亡。還有，因自慰行為而死的，佔性猝死當中接近一成。
因「性猝死」常被認為是不光彩之事，会令死者親人難以接受。所以，官方的死亡診斷多半会寫上「死因：心臟衰竭」等字樣，而不會寫上「性猝死」。另一方面，在開玩笑或者誇口時，則被視為最美妙的死法，所謂「牡丹花下死，做鬼也風流」。